# Mahymobiles
Le musée de l’auto Mahymobiles est un musée de Leuze-en-Hainaut en Belgique.

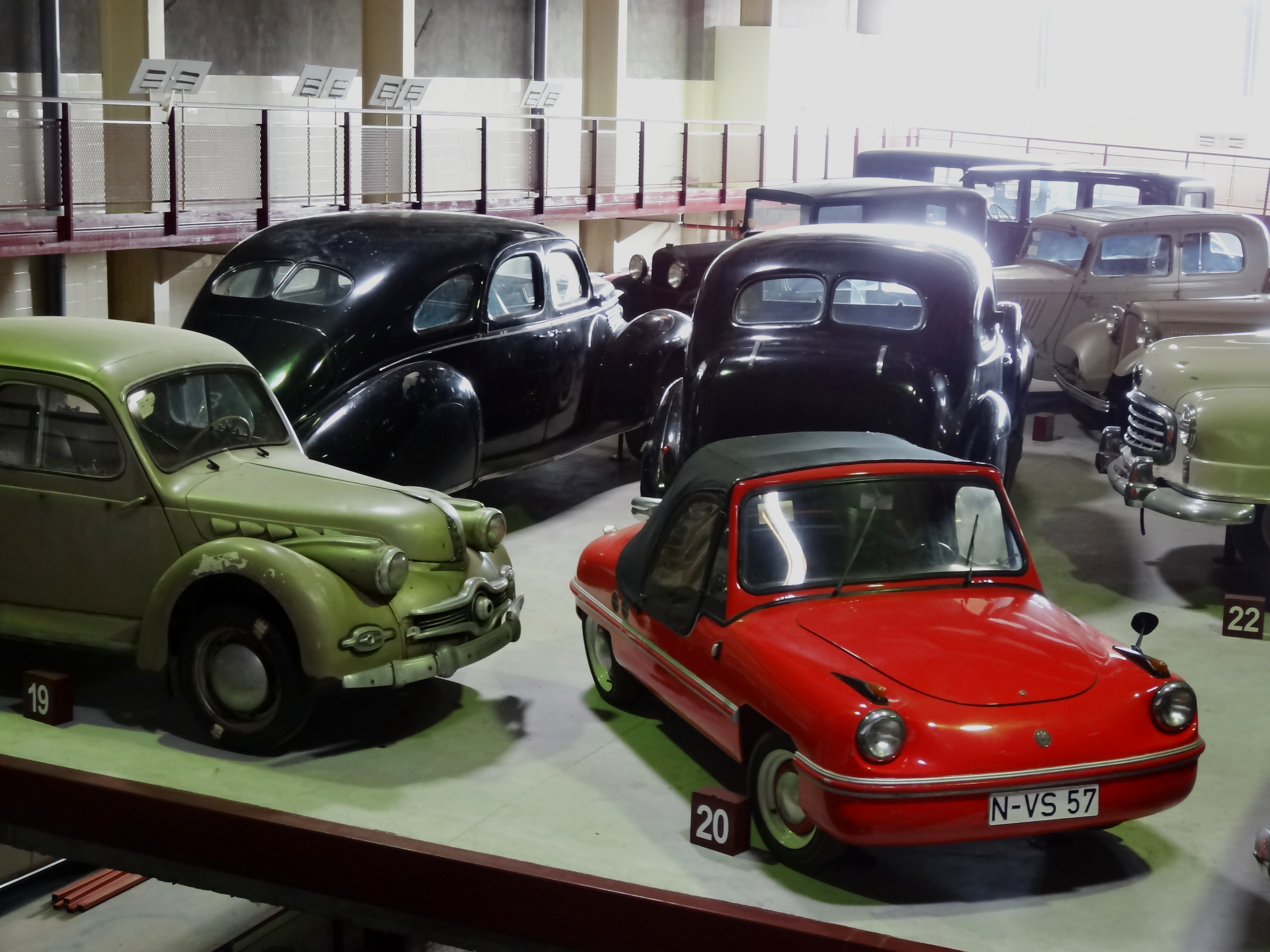
Partie de la collection Mahymobiles.

## Histoire
Le musée ouvre ses portes en 1997 après l’achat de l’ancienne usine Ernaelsteen par la commune. La première pièce de cette collection est une Ford T que Ghislain Mahy achète en 1944. Aujourd’hui, la collection totalise quelque 1 000 véhicules : des Ford, Cadillac, De Dion-Bouton, Rochet-Schneider, Benz, Daimler, Minerva, Lincoln dont près de 300 sont exposés à Leuze.

## Descriptif
Sur 6 000 m2, le musée retrace l'histoire mondiale de l’automobile de 1895 à nos jours. Une salle didactique est dédiée à la mécanique. D’autres présentent des miniatures, une rétrospective des deux-roues, ou encore l’évolution de la carrosserie et des raids. Une mini-piste est destinée aux enfants de 2 à 7 ans et il y a un mini-bar.

### Marques représentées
Plus de 150 marques différentes sont recensées dans le musée :
1. Alfa Romeo
2. AMC
3. Aston Martin
4. Audi
5. Austin
6. Austro-Daimler
7. Auto-Wheel (en)
8. Ava
9. Barré
10. Bedford
11. Benjamin
12. Berliet
13. Black (en)
14. BMW
15. Borgward
16. Brasier
17. Buchet
18. Bugatti
19. Buick
20. Cadillac
21. Chenard & Walcker
22. Chevrolet
23. Chrysler
24. Citroën
25. Cleveland
26. Corre La Licorne
27. Cycle
28. Daf
29. Daihatsu
30. Darracq
31. De Dion Bouton
32. De Soto
33. De Tomaso
34. Delage
35. Delahaye
36. Delaunay Belleville
37. DKW
38. Dodge
39. Donnet Zedel
40. Draisienne
41. Essex
42. Faun
43. Fiat
44. Flandria
45. FLD
46. FN
47. Ford
48. Fordson
49. Fraser
50. Germain
51. Gervaise
52. Gillet
53. Gnome&Rhone
54. Goliath
55. Graham
56. Grand Bi Safety
57. Grégoire
58. Hansa
59. Hobby Horse
60. Honda
61. Horch
62. Hudson
63. Humber
64. Hupmobile
65. Hyundai
66. Imperia
67. International
68. Isard
69. Jaguar
70. Jawa
71. Jensen
72. Kaptein
73. KDF
74. La Salle
75. Laffly
76. Lambretta
77. Le Zèbre
78. Leyland
79. Lincoln
80. Lloyd
81. Luc Court
82. Machina de Andar
83. Magnat et Debon
84. Marmon
85. Maserati
86. Maybach
87. Mercedes
88. Merlin
89. Messerschmitt
90. Minerva
91. Morris
92. Motoconfort
93. Nash
94. Novy
95. NSU
96. Oldsmobile
97. Opel
98. Packard
99. Panhard
100. Panhard Levassor
101. Peugeot
102. Philos
103. Pierce
104. Plymouth
105. Pontiac
106. Porsche
107. Princess
108. Prunel
109. Puch
110. Ratly
111. Renault
112. Renneson-DKW
113. Riley
114. Rochet Schneider
115. Rolland-Pilain
116. Rolls Royce
117. Saab
118. Safety Lawson
119. Scaldia
120. Schneider CGO
121. Simca
122. Skoda
123. Socovel
124. Solex-Enaf
125. Souplex
126. Stoewer
127. Studebaker
128. Sunbeam
129. Swift
130. Talbot
131. Tatra
132. Toledo
133. Toyota
134. Trade-Tonk MFG Co
135. TWN
136. Ulsab Consortium
137. Vauxhall
138. Victoria
139. Vinot & Deguingand
140. Vivinus
141. Volkswagen
142. Volugrafo
143. Volvo
144. Wanderer
145. Warszawa
146. Wartburg
147. Whippet
148. Whizzer
149. Willam
150. Willys
151. Wolseley
152. ZIM
153. Zündapp